# IV Менделеевский съезд
IV Менделеевский съезд — посвящён общей («чистой») и прикладной химии, состоялся в Москве с 17 по 23 сентября 1925 года. Съезд не имел специальной темы, но призван был определить основные направления развития научных исследований и пути создания химической промышленности страны.

## Организаторы и руководство
Организаторами съезда выступили Отделение химии Русского физико-химического общества и Общество любителей естествознания, антропологии и этнографии при содействии Главнауки и Высшего совета народного хозяйства. Это был первый съезд советской эпохи, который определил основные направления развития исследований и пути создания химической промышленности страны.
Московским отделением Постоянного комитета Менделеевских съездов осуществлялась подготовка и непосредственное руководство съездом: председатель В. С. Гулевич, заместитель председателя А. Е. Чичибабин, секретари А. В. Степанов и А. П. Шахно.
Состав докладчиков определили отделения комитета в Ленинграде, Иваново-Вознесенске, Воронеже, Харькове, Екатеринославе, Киеве, Смоленске, Одессе, Саратове, Перми, Свердловске, Казани, Тифлисе, Грозном, Ташкенте и Томске. При Московском отделении исполнительным бюро были сформированы комиссии: финансовая (председатель В. П. Кравец), квартирная (П. П. Лазарев), продовольственная (В. В. Шаврин), редакционно-издательская (А. Е. Чичибабин), справочная (А. П. Терентьев, казначей В. С. Киселёв),

## Хронология, доклады, секции
- 17 сентября в Большом зале консерватории после вступительного слова В. С. Гулевича, открывшего съезд, выступили с докладами: В. Е. Тищенко «Памяти Д. И. Менделеева. Оценка результатов его деятельности, сделанная им самим» и В. Н. Ипатьев «Наука, химическая промышленность и Авиахим».
- 18 сентября на объединённом собрании секций были сделаны следующие сообщения: К. Фаянс (Польша) «Химические сплавы и строение атома», Ю. В. Вульф «Строение кристалла и химическое сродство», Ч. В. Раман (Индия) «Строение бензола».
- 19 сентября на общем собрании секций: Н. Д. Зелинский «Контакт и катализ в превращениях углеродистых соединений», Н. А. Изгарышев «Современная теория катализа», В. А. Кистяковский «Теория растворов в связи с современным учением о жидком состоянии вещества», П. П. Лазарев «Теория растворов с точки зрения современной физики».
- 20 сентября
  - на утреннем заседании съезда: П. П. Лазарев «Строение атомов и химия», Н. С. Курнаков «Соединение и пространство», Д. П. Коновалов «Русская химическая промышленность»;
  - на вечернем: Д. Н. Прянишников «Химизация[5] земледелия»[2], В. Н. Ипатьев «Вытеснение металлов и их окислов из раствора водородом», В. Г. Хлопин «Достижения в области радиоактивных веществ в СССР».
- 23 сентября на общем заключительном заседании в Большой аудитории Политехнического музея сделаны следующие доклады: А. А. Яковкин «Об утилизации атмосферного азота», А. Е. Чичибабин «Успехи органической химии», А. Н. Бах «Химико-физические основы иммунитетов».

### Секции
Кроме общих собраний, работа съезда проходила в следующих секциях:
- Общей химии — 176 докладов;
- Органической химии — 122 доклада;
- Технологии минеральных веществ — 26 докладов;
- Технологии органических веществ — 34 доклада;

и подсекциях:
- Коллоидной химии — 33 доклада;
- Агрономической химии — 23 доклада;
- Текстильно-химическая — 18 докладов.

## Тематика и участники
- Физическая химия Растворов и Растворимость — А. Г. Бергман, А. И. Бродский, С. А. Вознесенский, М. С. Вревский, А. И. Горбов, В. П. Ильинский, М. М. Дубинин, В. А. Кистяковский, В. Я. Курбатов, Г. Е. Мухин, Н. И. Степанов, С. А. Щукарев и другие;
- Физическая химия твёрдого тела — И. И. Заславский, М. А. Рабинович, П. Я. Сальдау, С. А. Погодин и другие;
- Металлы группы платины — А. А. Гринберг, О. Е. Звягинцев, Э. Х. Фрицман, И. И. Черняев, Л. А. Чугаев;
- Природа молекулярных и химических сил — Б. В. Ильин, Я. К. Сыркин, В. А. Киреев, П. А. Ребиндер и другие;
- Аналитическая химия — Н. А. Тананаев, В. П. Марков, В. И. Петрашень и другие;
- Электролиз — Н. А. Изгарышев, Е. И. Шпитальский и другие;
- Катализ — Н. А. Изгарышев, Л. В. Писаржевский, Е. И. Шпитальский, И. С. Телетов, В. Н. Ипатьев и другие;
- Сложные неорганические системы — Н. С. Курнаков, В. И. Николаев, Н. А. Трифонов и другие исследователи;
- Коллоидная химия — И. И. Жуков, А. В. Думанский, Н. А. Изгарышев, Б. В. Ильин, Я. М. Катушев, В. Я. Курбатов, П. Н. Павлов, Н. П. Песков, А. И. Рабинович, П. А. Ребиндер, А. Н. Фрумкин, Н. А. Шилов и другие;
- Удобрение почв — Д. Н. Прянишников, А. Ф. Тюлин, В. Н. Шульц и другие;
- Химия кремния — И. Ф. Пономарёв;
- Химия и технология каучука — С. В. Лебедев, Б. В. Бызов, Ю. С. Залькинд;
- Химия и технология нефти — А. Н. Саханов, П. А. Смирнов, Б. Г. Тычинин и другие;
- «Химия угля» — А. П. Шахно;
- «Химия промежуточных продуктов и красителей» — Н. Н. Ворожцов, М. А. Ильинский, Н. П. Песков, В. Г. Шапошников, Н. Н. Вознесенский, П. П. Сазонов и другие;
- Полимеризация органических соединений — Н. Я. Демьянов и другие учёные;
- Химия волокнистых материалов — В. Г. Шапошников, М. М. Чиликин, П. П. Викторов и другие;
- Спектральные исследования органических соединений — Н. А. Валяшко, Г. В. Коршун, И. С. Телетов и другие;
- Термическому преобразованию органических соединений — Б. Н. Меншуткин, А. В. Знаменский и другие;
- Реакции этерификации — В. Д. Богадский;
- Реакции Густавсона-Фриделя-Крафтса — Б. Н. Меншуткин;
- Природные продукты (скипидар, смолы, эфирные масла) — А. Е. Арбузов, Г. В. Пигулевский, Г. В. Прилежаев и другие;
- Гетероциклические соединения — А. Е. Чичибабин и В. В. Челинцев;
- Химия производных жирного ряда — С. Н. Данилов, С. С. Медведев, Э. Х. Фрицман, А. В. Степанов, А. Е. Кретов, Б. В. Тронов, К. А. Красуский, А. И. Киприанов, В. Н. Крестинский, А. Е. Фаворский, И. И. Молодых, П. П. Шорыгин и другие учёные.

В работе IV Менделеевского съезда приняло участие 1800 делегатов, сделано было 350 (450) докладов